# KylieX2008 (video)
Kylie Live: X2008 là đĩa DVD/Blu-ray thu hình tại tour lưu diễn thứ 10 của Kylie Minogue, KylieX2008. DVD gồm toàn bộ buổi diễn (quay với định dạng Super 16) cùng một bộ phim tài liệu, những cảnh quay nền trong buổi diễn, thiết kế chương trình và một bộ sưu tập ảnh.

## Danh sách ca khúc
1. "Speakerphone"
2. "Can't Get You Out of My Head"
3. "Ruffle My Feathers"
4. "In Your Eyes"
5. "Heart Beat Rock"
6. "Wow"
7. "Shocked"
8. "Loveboat"
9. "Copacabana"
10. "Spinning Around"
11. "Like a Drug"
12. "Slow"
13. "2 Hearts"
14. "Sometime Samurai"
15. "Come into My World"
16. "Nu-di-ty"
17. "Sensitized"
18. "Flower"
19. "I Believe in You"
20. "On a Night Like This"
21. "Your Disco Needs You"
22. "Kids"
23. "Step Back in Time"
24. "In My Arms"
25. "No More Rain"
26. "The One"
27. "Love at First Sight"
28. "I Should Be So Lucky"

Kèm theo
- 12 tiếng... trong cuộc sống của Kylie Minogue
- Những cảnh quay nền trong buổi diễn (Bản Blu-ray có thêm 8 video so với bản DVD)

| DVD 1. "Speakerphone"/"Can't Get You Out of My Head" 2. "Ruffle My Feathers" 3. "Like a Drug" 4. "Sometime Samurai" 5. "Sensitized" | Blu-ray 1. "Speakerphone"/"Can't Get You Out of My Head" 2. "Ruffle My Feathers" 3. "In Your Eyes" 4. "Heart Beat Rock"/"Wow" 5. "Loveboat" 6. "Spinning Around" 7. "Like a Drug" 8. "2 Hearts" 9. "Sometime Samurai" 10. "Nu-di-ty" 11. "Sensitized" 12. "In My Arms" 13. "No More Rain" |

- Thiết kế chương trình
- Bộ sưu tập ảnh (Bản Blu-ray có nhiều ảnh hơn bản DVD)
- Đoạn quảng bá DVD KylieX2008 (dưới dạng một quả trứng phục sinh)

## Xếp hạng
| Bảng xếp hạng (2008)                        | Vị trí |
| ------------------------------------------- | ------ |
| Australia (ARIA)                            | 2      |
| New Zealand (RIANZ)                         | 7      |
| United Kingdom (The Official Chart Company) | 2      |
| Germany (Albums Chart)                      | 83     |
| Czech Music Video Chart                     | 9      |